# Lamborghini Gallardo
La Lamborghini Gallardo è una vettura ad alte prestazioni prodotta dalla casa automobilistica italiana Lamborghini dal 2003 al 2013.
Derivata dalla Lamborghini L140 (anni ottanta) e dalla Lamborghini Calà (la L140 ridisegnata negli anni novanta da Giugiaro), rimasti soltanto dei prototipi, al momento del debutto si posizionava sotto la vettura di vertice ovvero la Lamborghini Murciélago.

## Contesto

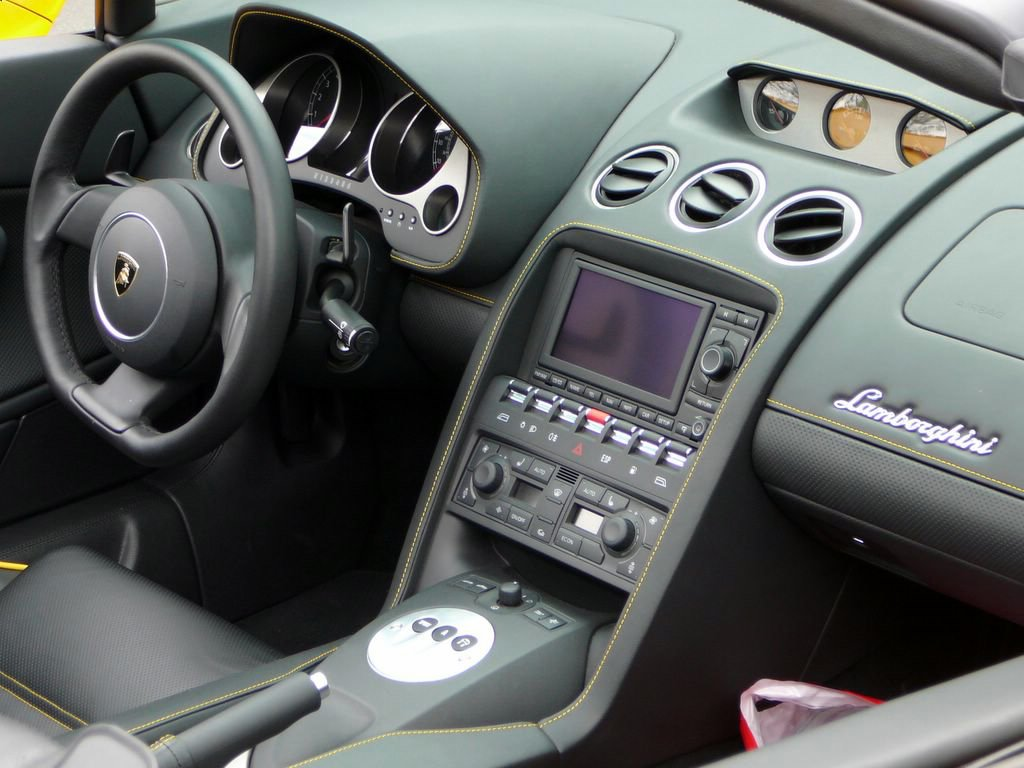
Interni di una Gallardo

Il nome della vettura deriva da quello di un omonimo allevatore spagnolo che ha poi dato il suo cognome ad una razza di toro presenti in Spagna, infatti per consuetudine gran parte dei nomi dati alle automobili bolognesi sono collegati al mondo delle corride.
Rispetto alla Murciélago la Gallardo è una vettura più maneggevole e con una visibilità, soprattutto posteriore, più ampia. In pratica la vettura si pone come una sportiva che è possibile condurre più agevolmente nel traffico cittadino e, in generale, è più facile da guidare rispetto alla vettura di vertice.
Il motore della Gallardo è l' Audi V10; la potenza erogata da questo motore è di 500 CV (367 kW) successivamente portati a 520 CV (con l'introduzione della Gallardo Spyder) mentre la coppia motrice arriva a 510 Nm. La trazione è integrale permanente con giunto viscoso centrale, un sistema denominato viscous traction che condivide con la più grande Murciélago.
La Gallardo, durante gli anni in cui veniva prodotta e venduta, apparteneva ad una fascia di mercato nella quale la principale rivale era la Ferrari F430, poi sostituita dalla Ferrari 458 Italia, altra rivale della coupé di Sant'Agata.
Alla fine del mese di novembre del 2013 ne è stata comunicata l'uscita di produzione dopo 14.022 unità prodotte

## Versioni

### Gallardo Superleggera

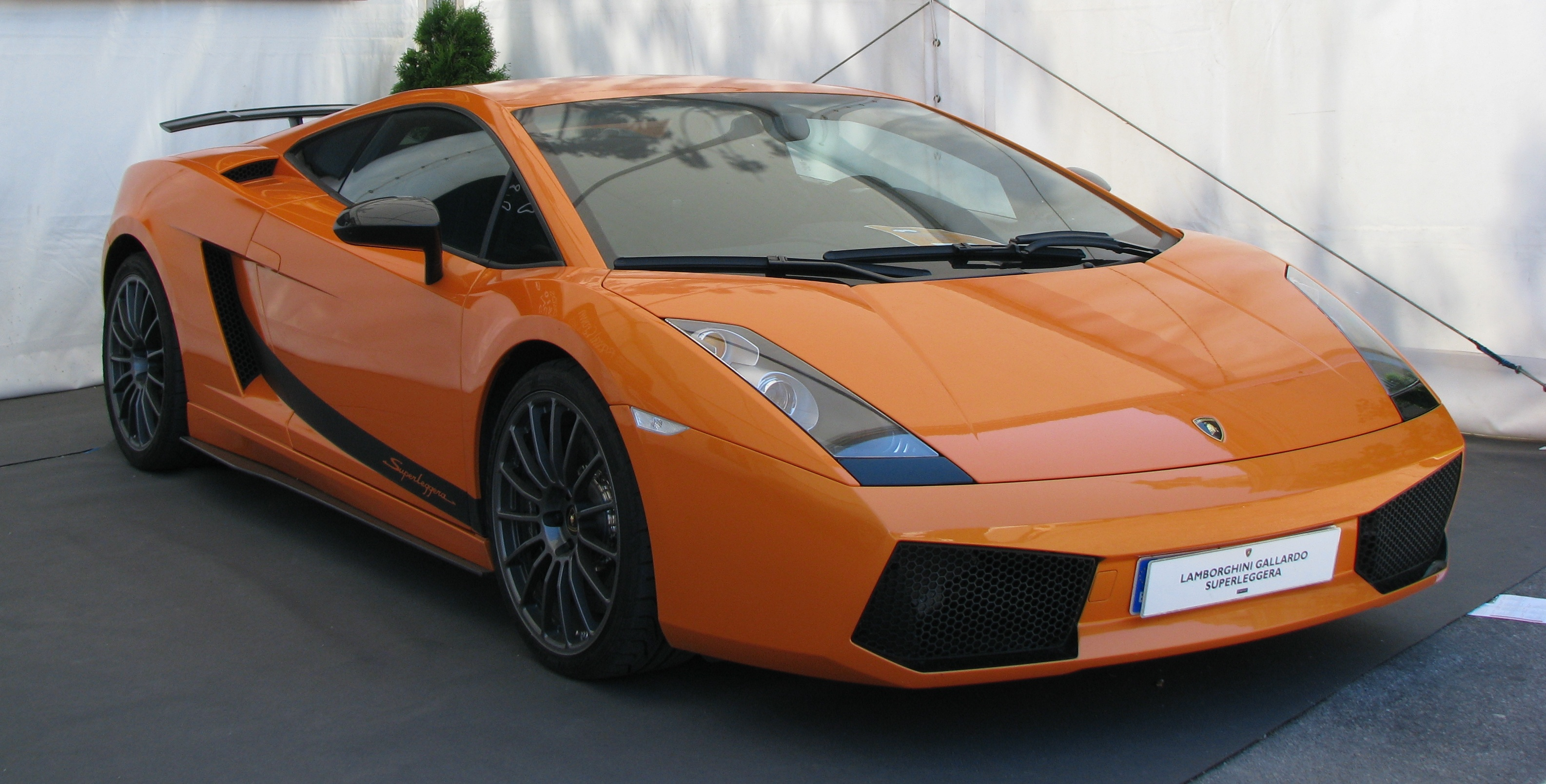
Lamborghini Gallardo Superleggera del 2009

Questa edizione limitata, presentata nel 2007, ha l'obiettivo di rappresentare l'esclusiva sportività del Costruttore emiliano. La denominazione “Superleggera” non è di certo casuale, essendo la diminuzione di peso una delle caratteristiche principali di questa versione: la massa totale dell'auto scende qui a 1.330 kg a secco, ovvero 100 kg in meno rispetto alla Gallardo di serie. La meccanica è rimasta la stessa della sorella meno esclusiva, anche se il 10 cilindri a V di 90° da 4.981 cm³ eroga ora 530 CV a 8.000 giri, 10 CV in più rispetto alla versione normale. Esteticamente sfoggia cerchi multirazza "Scopius" e un vistoso alettone posteriore. Per quanto riguarda gli interni, abbonda la fibra di carbonio per sedili, plancia e tunnel; il volante in pelle scamosciata, il cambio manuale E-gear semiautomatico, il pacchetto sport per gli ammortizzatori e gli pneumatici Pirelli Pzero corsa sono di serie. La Gallardo Superleggera accelera da 0 a 100 km/h dichiarato in 3,8 secondi (0,3 in meno della Gallardo “normale”) e supera i 315 km/h di velocità massima. La vettura è disponibile in quattro colori senza sovrapprezzo: Giallo Midas, Arancio Borealis, Grigio Telesto e Nero Noctis. Per avere uno dei 350 esemplari di Lamborghini Gallardo Superleggera sono necessari 189.331 Euro (nel momento dell'uscita in produzione), un prezzo superiore del 20% a quello normale.
Nel marzo 2008 questa vettura esce di produzione: solo 172 esemplari sono usciti dalla fabbrica invece che i 350 previsti.

### Gallardo LP 560-4

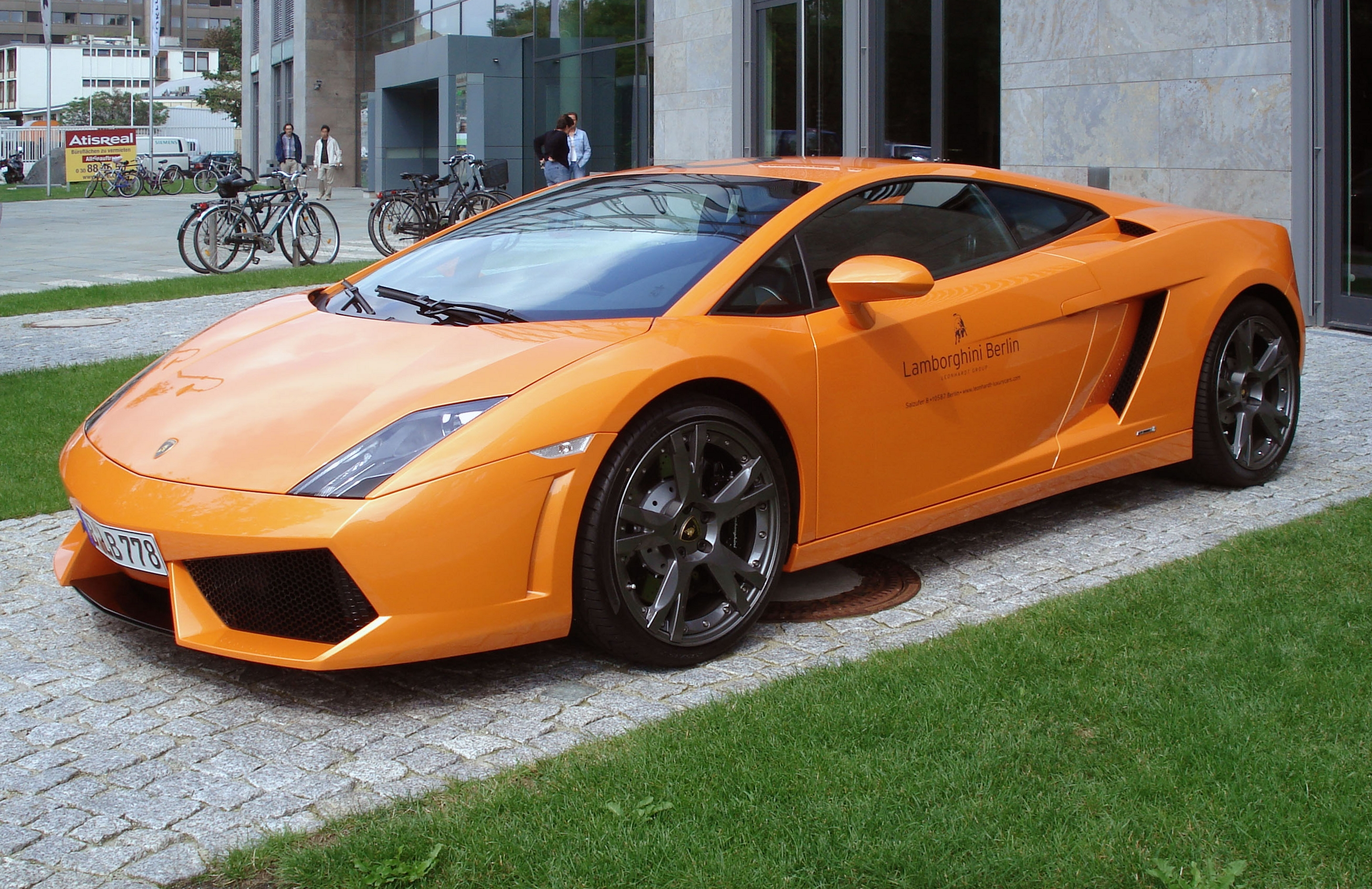
Lamborghini Gallardo LP560-4 del 2008

Presentata come prototipo al salone dell'automobile di Ginevra 2008. Il "560" si riferisce ai CV, il "4" alle ruote motrici, mentre LP indica la posizione del motore longitudinale posteriore. Le sue prestazioni dichiarate sono di una velocità massima di 325 km/h con una accelerazione 0–100 km/h in 3,7 secondi e 0–200 km/h in 11,8 secondi. Il motore è un V10 di 5200 cm³ a iniezione diretta stratificata (abbinato a un cambio sequenziale E-Gear aggiornato e più rapido) che eroga 560 CV (40 in più della versione precedente) a 8.000 giri/min, con un rapporto peso/potenza 2,5 kg/CV.
Inoltre il peso della vettura è stato diminuito di 20 kg. Su questo modello è stato possibile ridurre consumi ed emissioni del 18% rispetto alla Gallardo originale. Negli esterni è stata resa più sportiveggiante soprattutto grazie alle prese d'aria maggiorate. Si notano anche i nuovi gruppi ottici anteriori e posteriori a LED e lo sfogo d'aria posteriore posizionato orizzontalmente.
Nel novembre 2008, al Los Angeles Auto Show è stata presentata la Gallardo LP 560-4 Spyder, versione "aperta" della LP 560-4 coupé.
Nel giugno 2012, in esclusiva per il mercato cinese, è stata presentata al salone di Shenzhen-Hong Kong-Macao la Gold Edition della LP 560-4. Meccanicamente identica alla versione base, la vettura presenta una speciale colorazione dorata e cerchi in lega Cordelia. Gli interni presentano cuciture rosse, in tinta con il mercato di vendita.
Nel luglio 2012, esclusivamente per il mercato nipponico, la Lamborghini ha realizzato la LP560-4 Bianco Rosso. Meccanicamente identica alla versione base, la Bianco Rosso, prodotta in soli 10 esemplari, presenta una colorazione interamente di colore bianco con l'eccezione degli specchietti, del cofano motore, delle pinze dei freni e della pelle degli interni che sono di colore rosso. Ciò per rendere omaggio alla bandiera del Giappone.

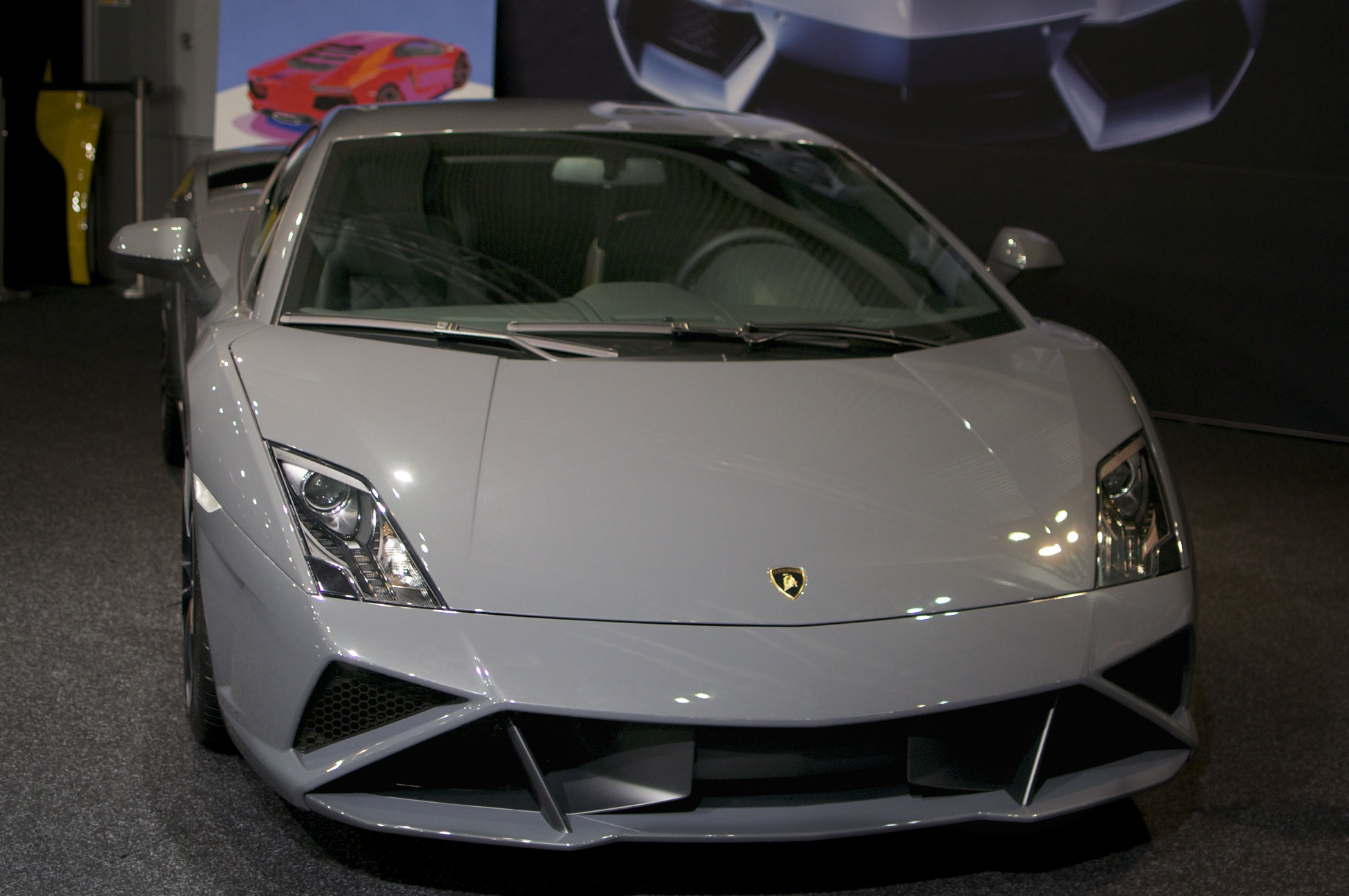
Lamborghini Gallardo LP560-4 Restyling del 2012

Nell'ottobre 2012, al Salone di Parigi, è stata presentata la nuova Gallardo LP 560-4 Spyder restyling. Come la versione coupé, la Spyder è dotata di nuovi paraurti anteriori e posteriori con aerodinamica aggiornata e di cerchi in lega Apollo da 19". Identico è anche il propulsore, un V10 5,2 litri da 560 CV che fa passare la vettura da 0 a 100 km/h in 3,7 secondi, spingendola ad una velocità massima di 325 km/h.
Nello stesso anno, è stato presentato il restyling della versione coupé. Invariata sotto il profilo meccanico, questa vettura presenta esteticamente cerchi da 19 pollici con un nuovo design e diverse modifiche al body kit.

### Gallardo LP 550-2 Valentino Balboni

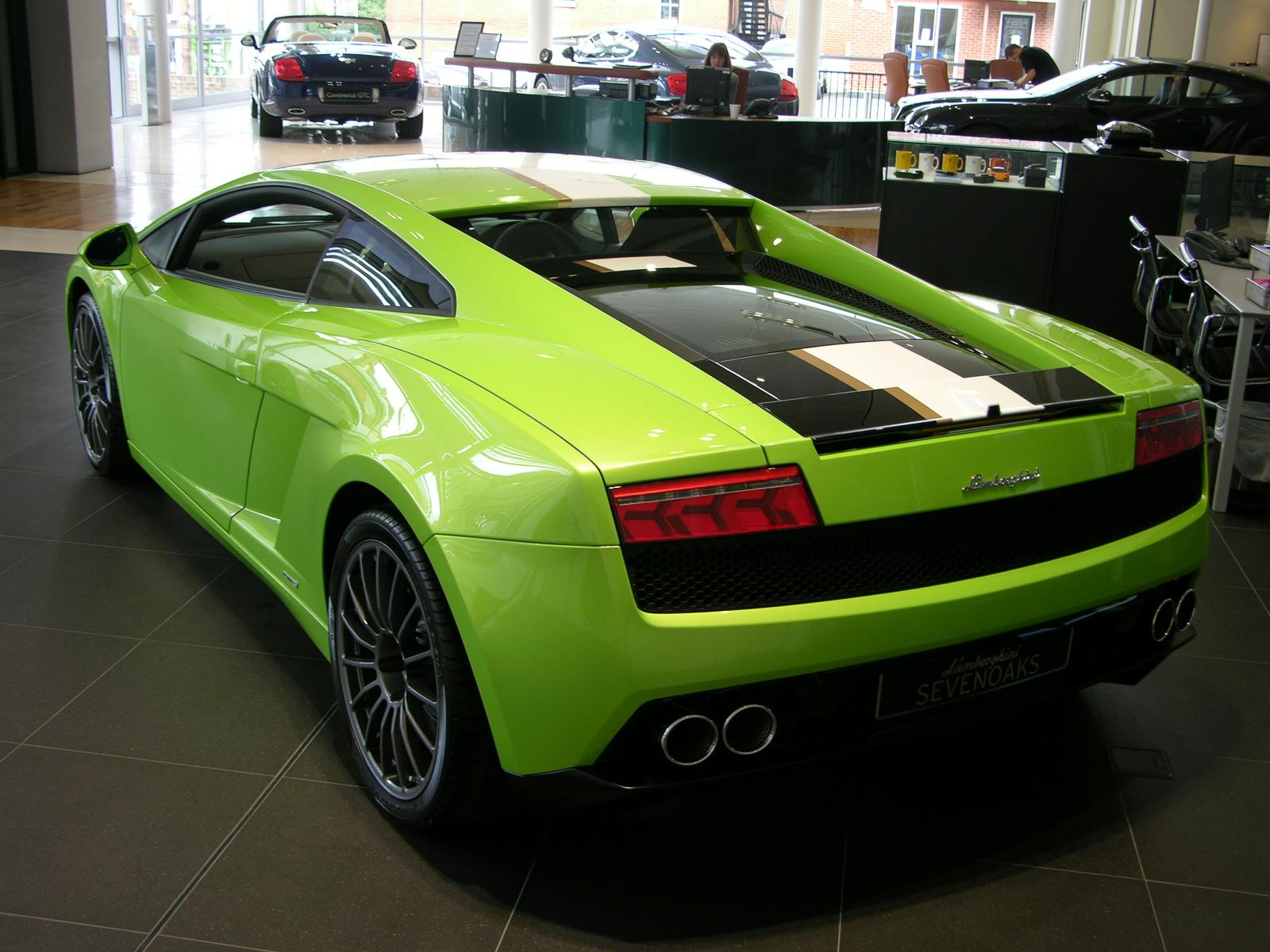
Lamborghini Gallardo LP550-2 Valentino Balboni, vista posteriore

Questa versione porta il nome del più famoso e importante collaudatore della casa di Sant'Agata, Valentino Balboni. La vettura è stata venduta in soli 250 esemplari, si tratta, infatti, di un'edizione limitata. La Lamborghini Gallardo LP 550-2 Valentino Balboni ha la sola trazione posteriore, questo la rende unica, non solo nei confronti delle altre Gallardo, ma anche di tutte le Lamborghini di oggi (che hanno la trazione integrale). L'utilizzo della trazione posteriore ha comportato una netta diminuzione del peso rispetto al modello base, la 550-2, infatti, pesa a secco 1.380 kg. L'auto scatta da 0 a 100 km/h in 3,9 secondi e ha una velocità massima di 320 km/h. Questo modello presenta anche novità estetiche, come la caratteristica striscia di color oro e argento che scorre per la lunghezza della vettura. Per le sue doti è stata eletta auto dell'anno 2009 dal programma britannico Top Gear.

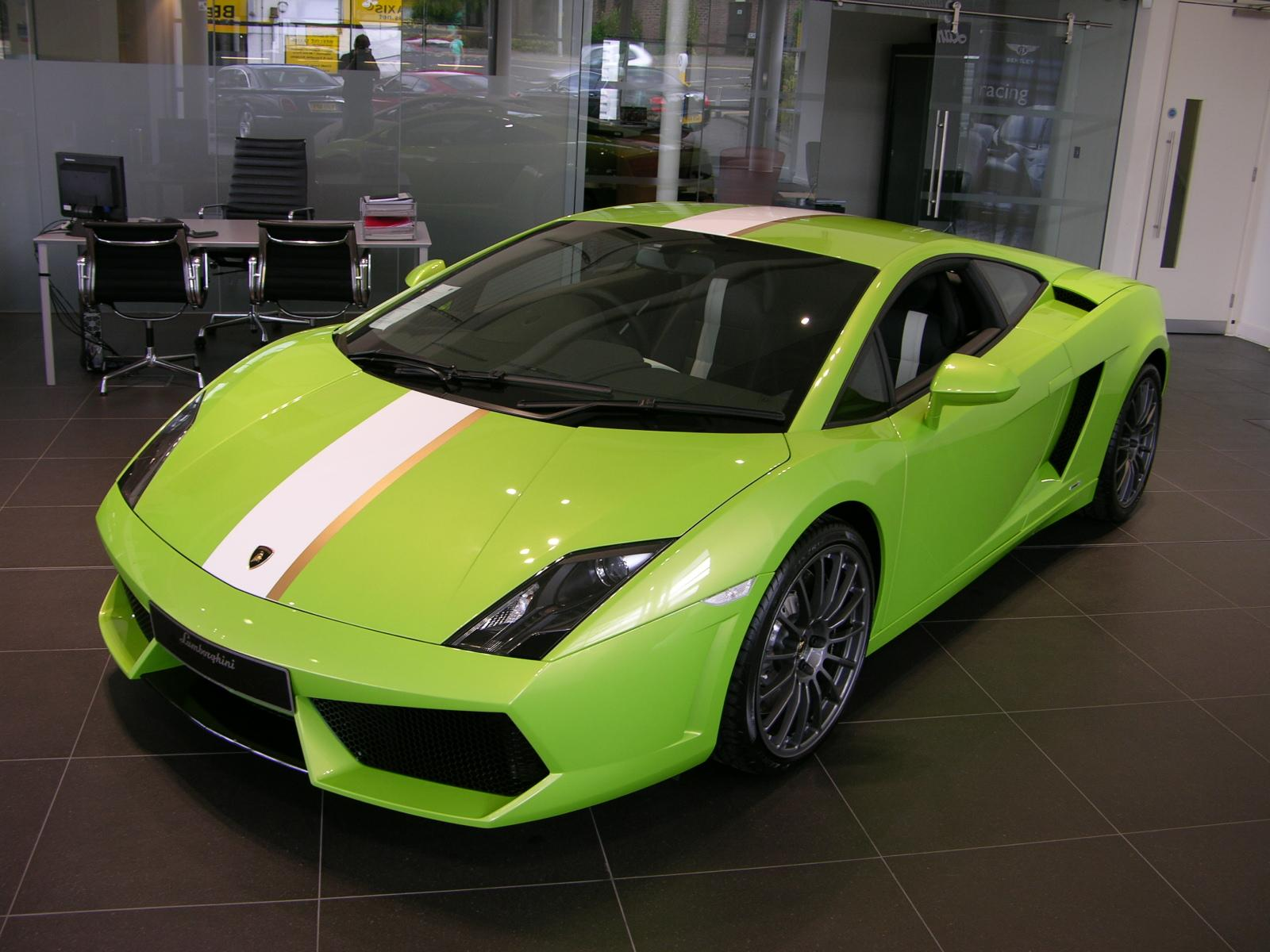
Lamborghini Gallardo LP550-2 Valentino Balboni

Nel febbraio 2011 Lamborghini rivela la Gallardo Singapore Limited Edition in soli 10 esemplari numerati, esteticamente la vettura si presenta in livrea bianca e nera con strisce rosse sulla fiancata.
Il propulsore della vettura è lo stesso della Valentino Balboni (550 CV e 540 Nm di coppia massima) raggiunge una velocità massima è di 320 km/h e accelerazione da 0 a 100 km/h in 3,9 secondi.
Nel luglio 2012 sono stati creati 8 esemplari speciali della LP 550-2 destinati al mercato asiatico. Tali esemplari, denominati HK 20th Anniversary Edition, sono stati creati in collaborazione con la Kingsway Cars Ltd e celebrano i 20 anni di cooperazione con la concessionaria di Hong Kong. Non sono presenti variazioni dal punto di vista meccanico, mentre esteticamente la vettura presenta una livrea Bianco Monocerus con strisce e cerchi in lega Cordelia dorati. In diversi punti della carrozzeria fanno anche capolino alcuni loghi HK20.
Segnalata anche l'esistenza di una Gallardo Singapore Limited Edition, vettura celebrativa realizzata in sole 10 unità, per festeggiare i 10 anni di presenza del toro sul mercato asiatico, il modello si presenta in livrea bianca e nera con strisce rosse sulla fiancata. Il debutto della vettura ha coinciso con il lancio della campagna benefica “Lamborghini Singapore 10th Anniversary Charity Fund”: che ha visto la raccolta di una frazione del prezzo di questa serie limitata destinata agli studenti meno fortunati di Singapore.

### Gallardo LP 570-4 Superleggera

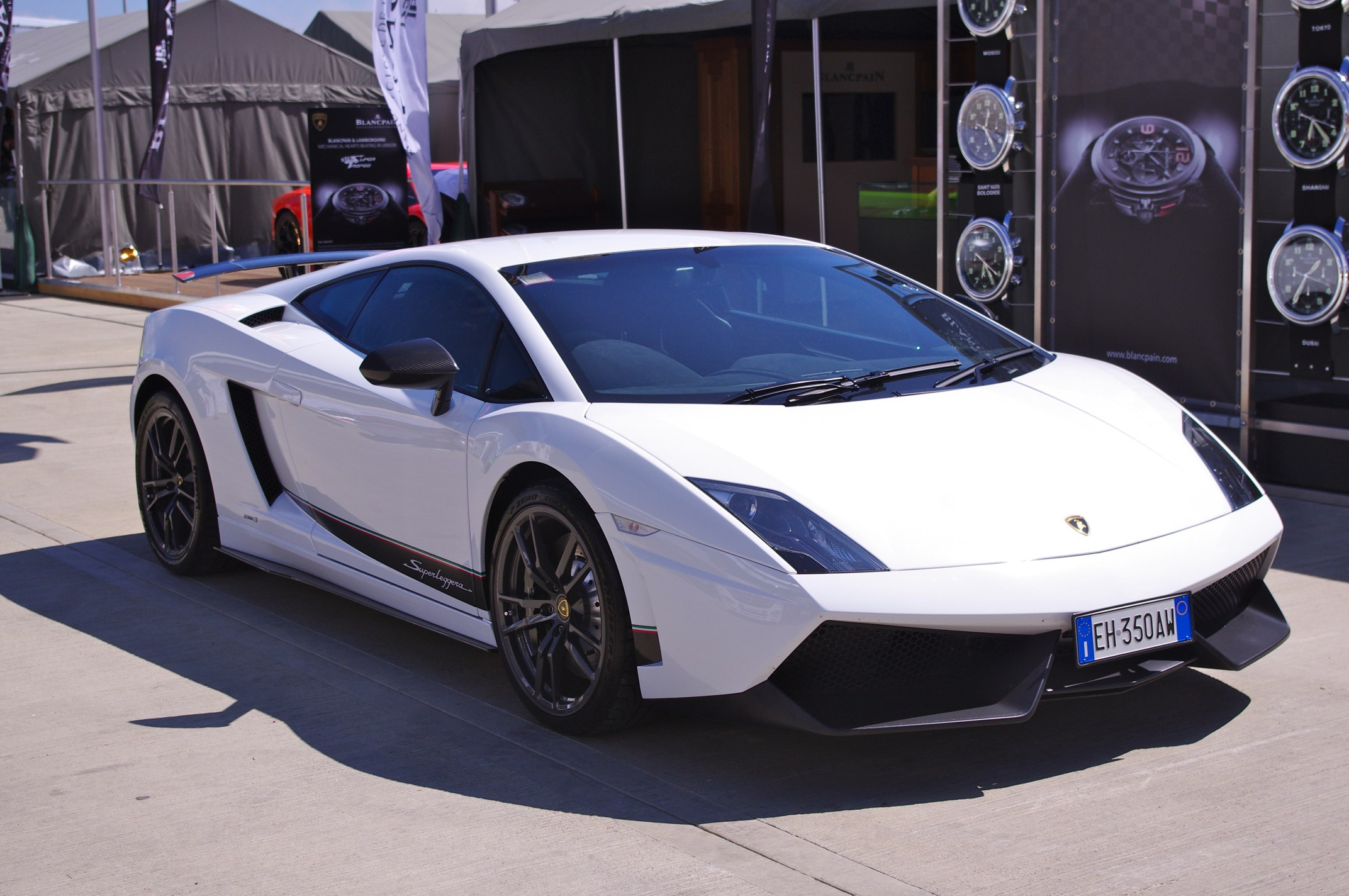
La Lamborghini Gallardo LP 570-4 Superleggera

Presentata al salone di Ginevra 2010, questa Lamborghini, erede della precedente "Gallardo Superleggera", rappresenta un'evoluzione della LP 560-4. Grazie al largo uso della fibra di carbonio il peso è sceso a 1340 kg, con un conseguente aumento delle prestazioni; questa vettura, infatti, scatta da 0 a 100 km/h in 3,4 secondi, da 0 a 200 km/h in 10,2 secondi ed ha una velocità massima di 325 km/h. La potenza è salita a 570 CV e l'auto presenta novità estetiche simili a quelle adottate dalla Murciélago LP 670-4 SV, come l'alettone posteriore e il paraurti anteriore.
Nel 2012, durante il Salone dell'automobile di Parigi, Lamborghini presenta l'Edizione Tecnica, nuova variante della Gallardo Superleggera LP 570-4. Il motore V10 di 5,2 litri della vettura eroga una potenza massima di 570 CV (419 kW), mentre il peso è rimasto invariato rispetto alla versione Superleggera. Anche il rapporto peso/potenza rimane costante a 2,35 kg/CV. La differenza più importante rispetto alla precedente versione è l'utilizzo del sistema “Iniezione Diretta Stratificata” che permette di ridurre le emissioni di CO2 del 20,5%.

### Gallardo LP 570-4 Spyder Performante

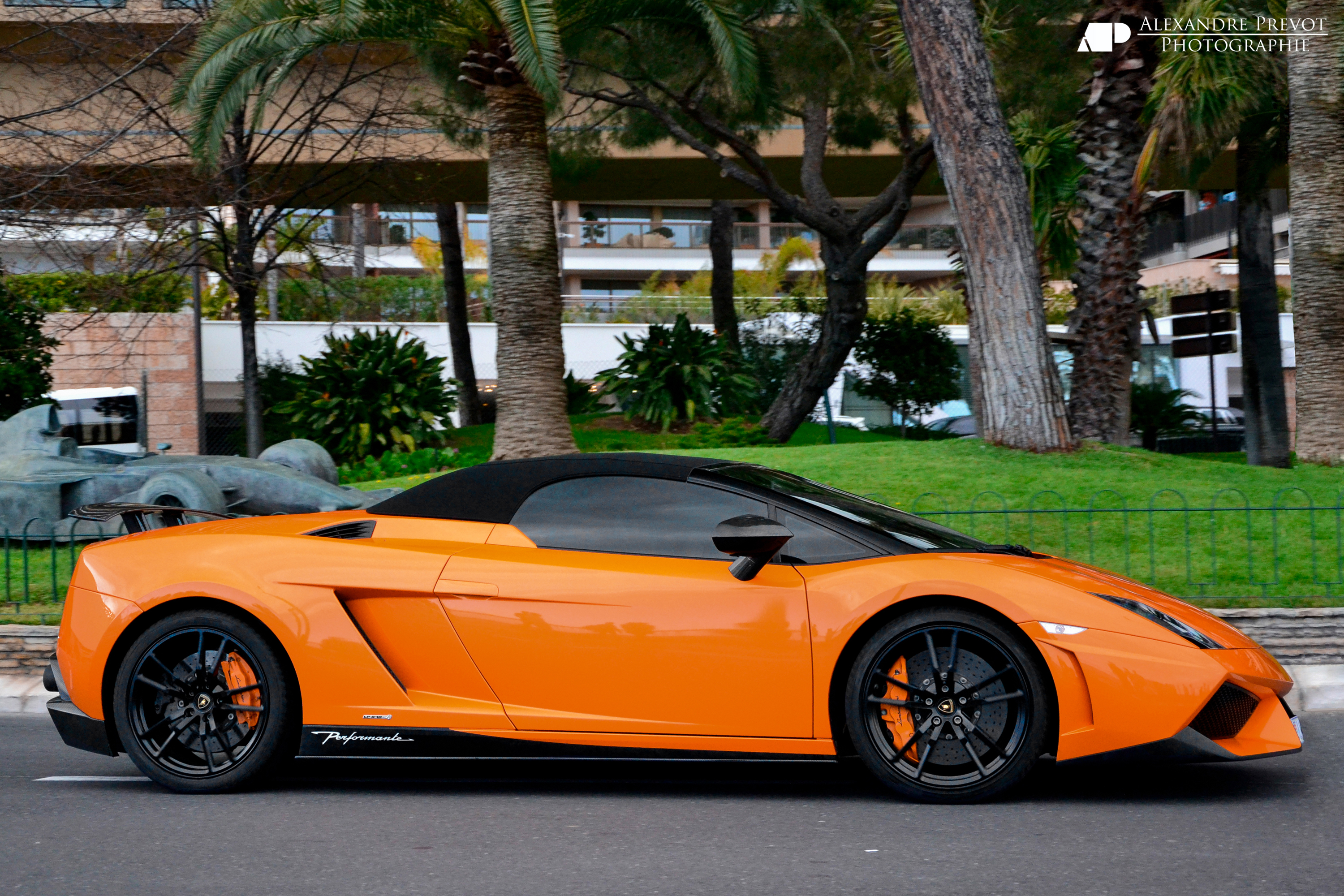
La Lamborghini Gallardo LP 570-4 Performante

La versione roadster della Gallardo LP570-4 Superleggera è stata presentata al Salone di Los Angeles 2010. Rispetto alla sorella minore (LP 560-4 Spyder), la LP570-4 conta un allestimento in carbonio (cofano motore, alettone posteriore, estrattore e specchietti retrovisori) e materiali ultraleggeri, oltre che un aumento di potenza di 10 CV. Per quanto riguarda il design, notevoli sono le prese d'aria anteriori e lo spoiler posteriore molto pronunciato. Spiccano oltremodo i nuovi terminali di scarico bruniti. Ennesimo segno di riconoscimento sono le tre frecce tricolore a forma di ypsilon situate sul cofano motore, richiamanti i motivi dei fari a LED, abbinate a due bande adesive che percorrono tutta la lunghezza della vettura. Il massiccio uso di carbonio l'alleggerisce di 65 kg rispetto ad una normale Gallardo Spyder, contenendo il peso 1.485 kg. Il V10 5,2 da 570 CV, lo stesso della Superleggera, permette alla Gallardo Spyder Performante di andare da 0 a 100 km/h in 3,9 secondi e di arrivare ad una velocità massima di 324 km/h.

### Gallardo LP 570-4 Blancpain Edition
Nel 2010, durante le finali del Lamborghini Blancpain Super Trofeo svoltosi a Vallelunga, venne presentata la Gallardo LP 570-4 Blancpain Edition. Dedicata allo sponsor del campionato monomarca, la vettura riprendeva elementi della Super Trofeo e della LP 570-4 Superleggera. Il propulsore era un V10 5,2 litri dalla potenza di 570 CV, il quale permetteva un'accelerazione da 0 a 100 km/h in 3,4 secondi, con velocità massima di 320 km/h. La carrozzeria era dotata di numerose componenti aerodinamiche in carbonio, mentre l'impianto frenante era costituito da quattro freni a disco carboceramici.

### Gallardo LP 570-4 Super Trofeo Stradale

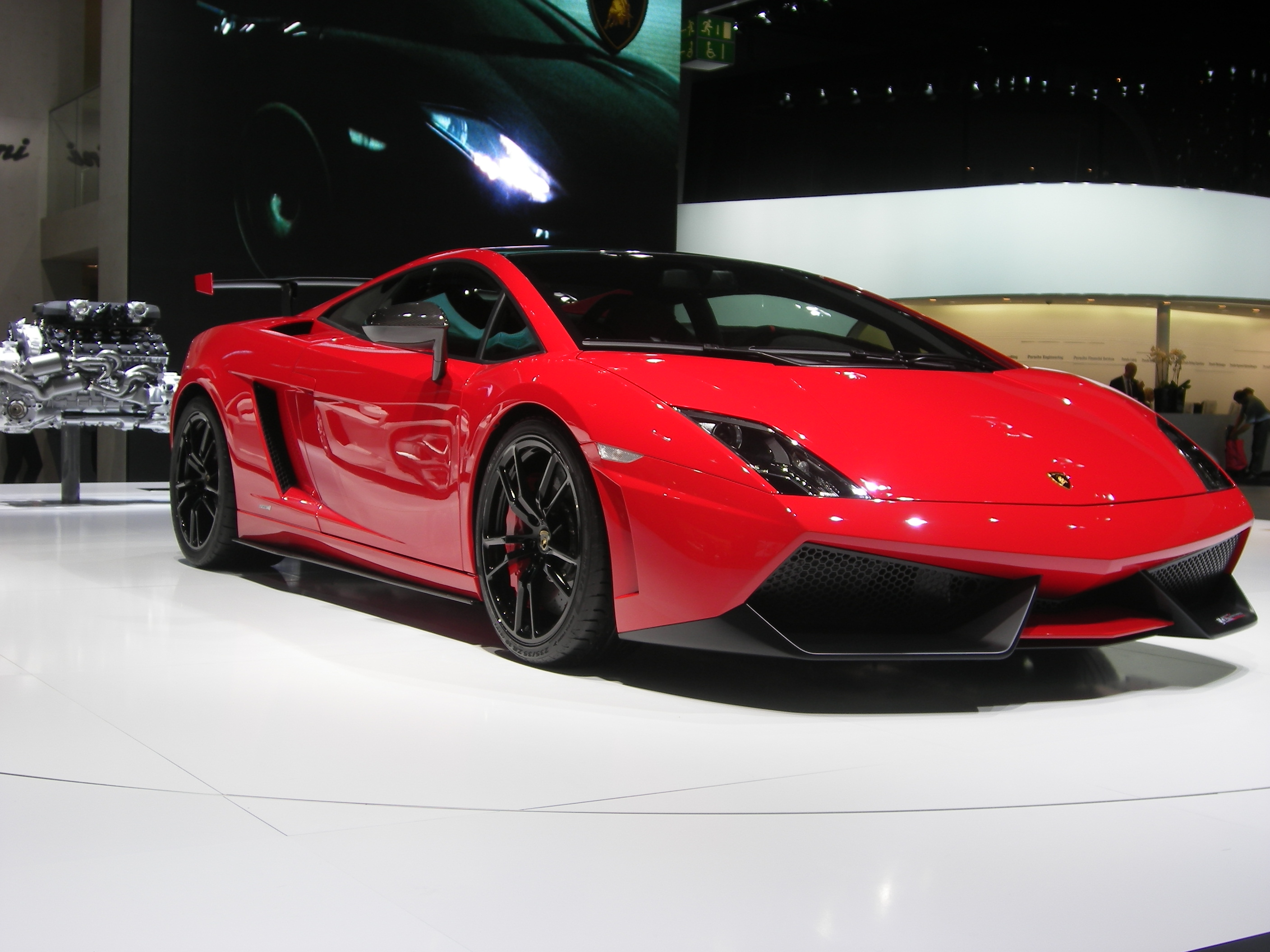
La Lamborghini Gallardo LP 570-4 Super Trofeo Stradale del 2011

Prodotta in serie limitata (solo 150 esemplari numerati) la versione Super Trofeo della 570-4 monta il medesimo motore V10 5,2 litri con una potenza massima di 570 CV (419 kW) a 8.000 giri/min, tutto ciò permette alla vettura di raggiungere una velocità massima di 320 km/h, e accelerare da 0 a 100 in 3,4 secondi. Ispirata alle vetture da competizione impegnate nel campionato monomarca Lamborghini Blancpain Super Trofeo, è caratterizzata da un vistoso alettone (doppio nelle dimensioni della versione Super Leggera), il cofano motore in fibra di carbonio asportabile facilmente e la colorazione “Rosso Mars” omaggio di Lamborghini alla tradizione automobilistica sportiva Italiana.
Nell'ottobre 2012 è stata presentata la nuova versione predisposta per il campionato Blancpain 2013. Il motore è rimasto invariato, mentre l'impianto frenante è stato potenziato con l'introduzione di nuove prese d'aria anteriori per raffreddare le pinze dei freni. Inoltre, sono stati introdotti numerosi aggiornamenti aerodinamici, di cui fanno parte la nuova ala posteriore di derivazione F1 con 10 regolazioni diverse, il nuovo splitter, gli ampi flap situati in corrispondenza dei passaruota e il nuovo diffusore inferiore.

### Gallardo GT3

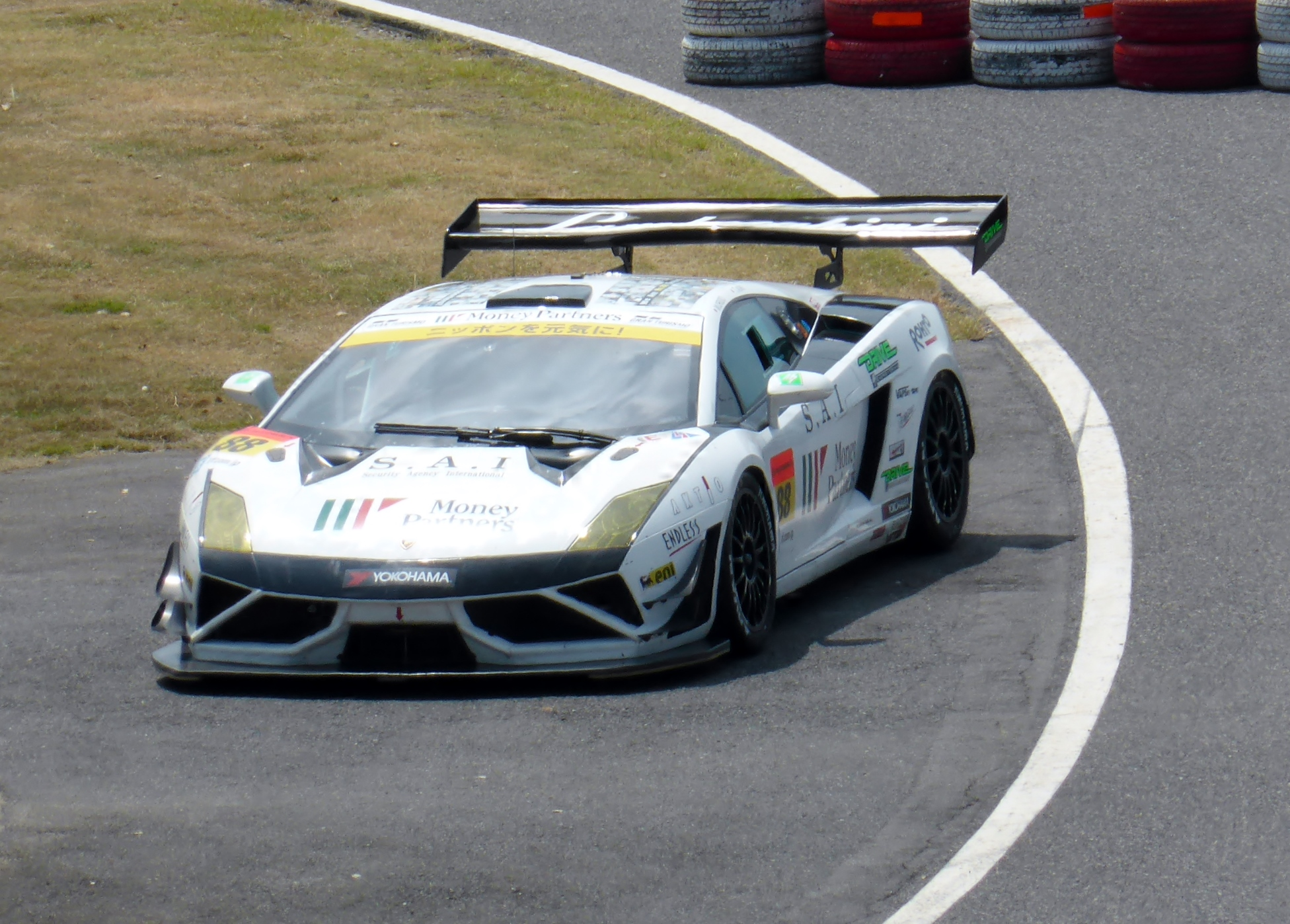
Lamborghini Gallardo GT3 del 2013

La GT3 è la versione da corsa della Lamborghini Gallardo ed è stata progettata e costruita dalla Reiter Engineering in base ai regolamenti FIA GT3. La vettura ha avuto molto successo, tanto che nel 2009 è stato prodotto il 50º esemplare. Nel medesimo anno ha debuttato una nuova versione, basata sulla Lamborghini Gallardo LP560-4, con molte migliorie.
La Gallardo GT3 ha partecipato all'European FIA GT3 Championship e ad alcuni campionati GT nazionali. Mentre 3 vetture, opportunamente modificate, hanno preso parte al campionato Super GT.
Nel 2009 l'equipaggio formato dai piloti Peter Kox e Albert von Thurn und Taxis ha ottenuto la vittoria nel campionato tedesco ADAC GT Masters alla guida di una GT3.

### Gallardo Spyder

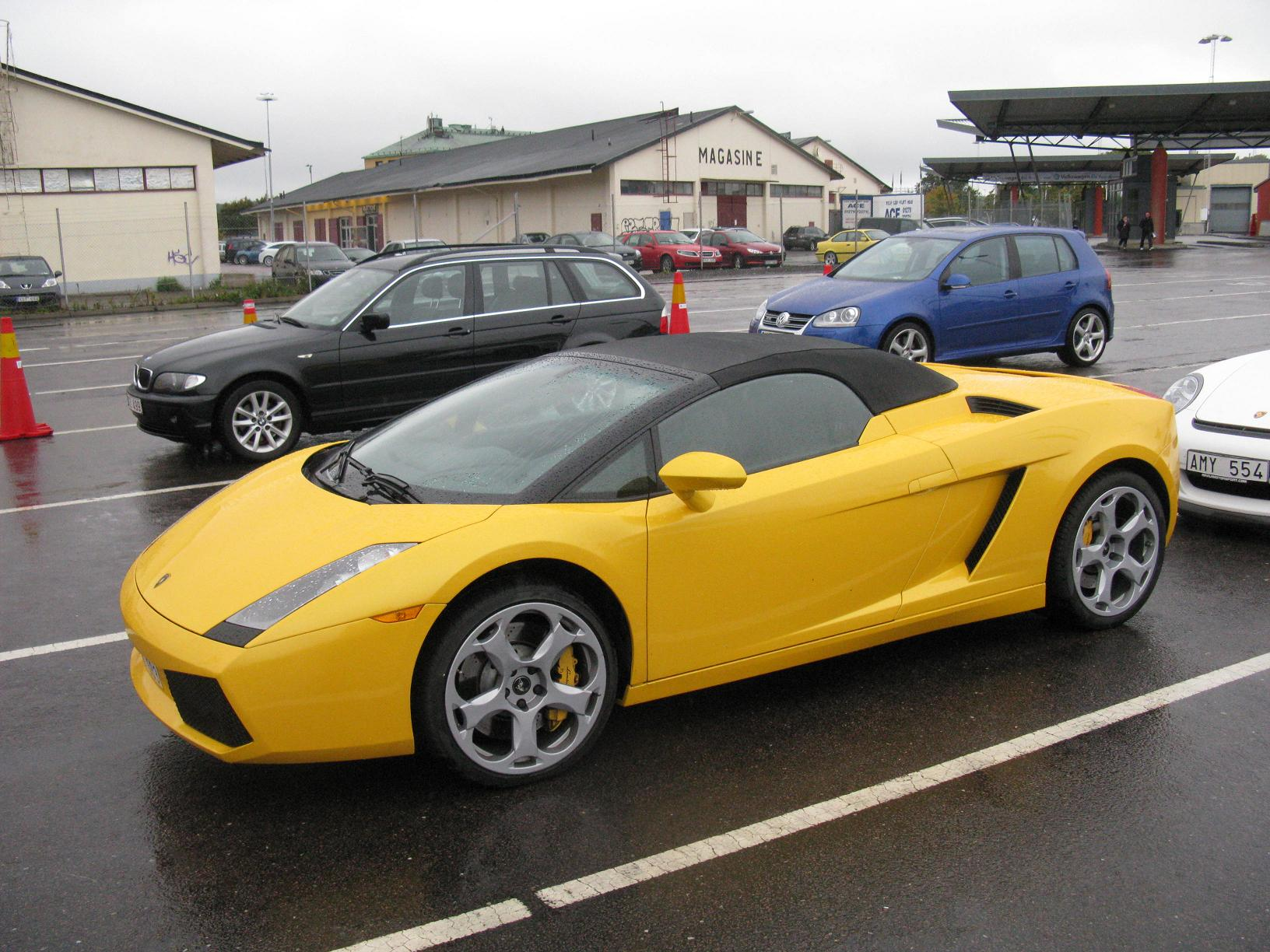
Vista laterale di una Gallardo Spider con tetto chiuso

Della Gallardo viene prodotta anche una versione spider prodotta in soli 250 esemplari l'anno. La vettura monta sempre il V10 e la potenza è di 520 CV, 4,3 secondi è il tempo necessario per passare da 0 a 100 km/h.

### Gallardo Nera
È stata presentata nel mese di ottobre 2006 una versione speciale, denominata "Gallardo Nera", prodotta in 185 esemplari, caratterizzata dal colore nero con dettagli opachi sia della carrozzeria che dei cerchi in lega.

### Gallardo Italia
Un concessionario padovano, in occasione della vittoria del Campionato mondiale di calcio 2006 da parte della nazionale italiana, ha realizzato un solo esemplare di Lamborghini Gallardo verniciato interamente di azzurro ad esclusione del tetto che sfoggia i colori del tricolore italiano; gli interni sono stati anch'essi rivestiti in colore azzurro, mentre le teste del motore sono di colore oro. La meccanica e il motore non sono stati toccati.

### Gallardo MLE 20
Nel 2012, la Lamborghini ha presentato una versione speciale della Gallardo denominata Malaysia Limited Edition 20. Prodotta in soli 20 esemplari per il mercato malese, riprende il design dalla LP570-4 Superleggera, gli interni dalla LP560-4 e il motore V10 da 550 CV dalla LP550-2. Viene offerta in tre colorazioni differenti.

### Gallardo SE

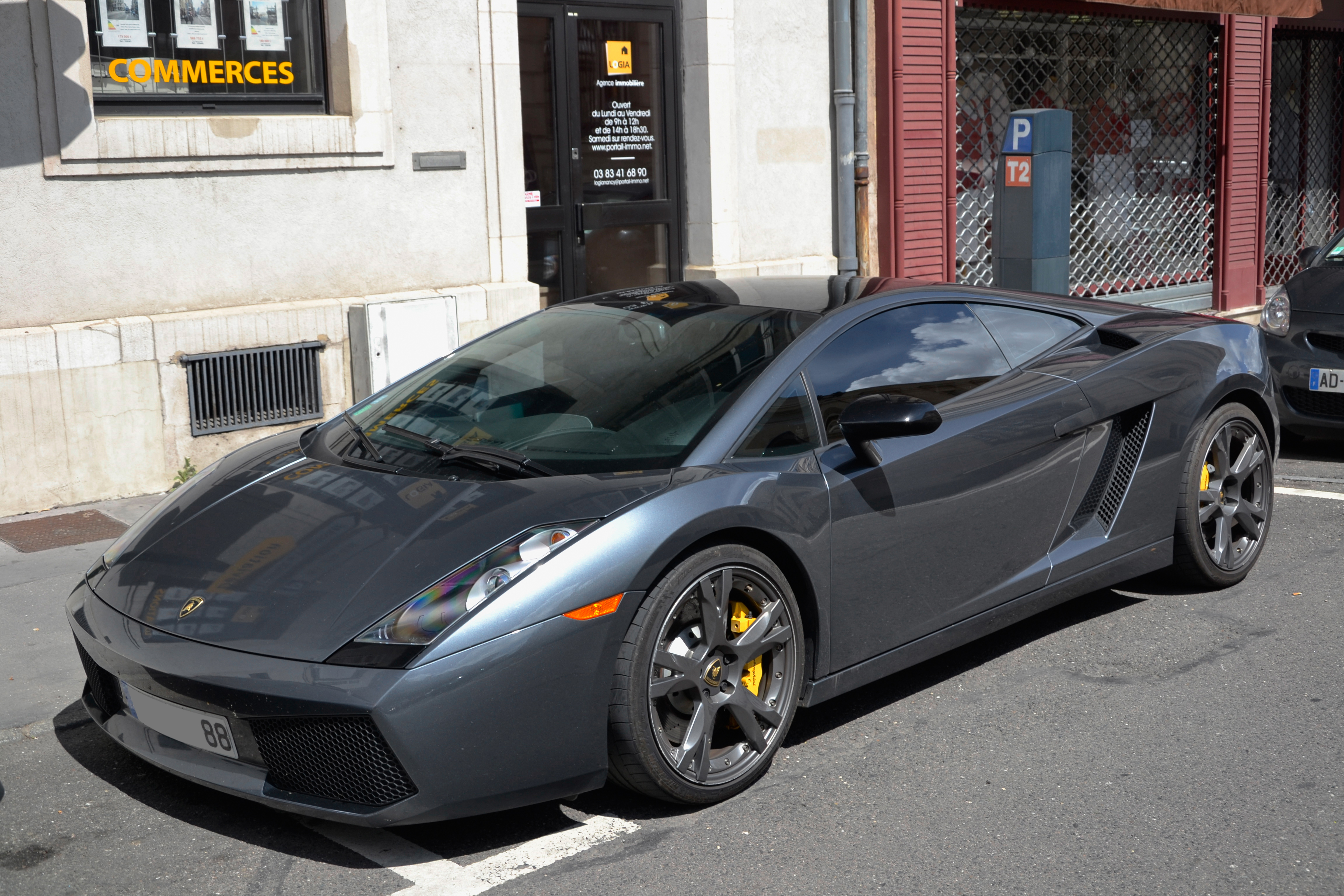
Lamborghini Gallardo SE

Nel 2005, la Lamborghini ha presentato una versione speciale della Gallardo con produzione limitata a 250 esemplari. Tale modello, denominato SE, presenta esteticamente una nuova colorazione bicolore per la carrozzeria, nuovi cerchi in titanio, nuovi interni realizzati con una doppia rifinitura in pelle liscia e traforata, nuovi pneumatici Pirelli P Zero Corsa, un nuovo assetto sportivo e un nuovo volante sportivo. Meccanicamente, la SE è dotata di rapporti più corti, sospensioni ricalibrate e ESP. Ciò ha prodotto un abbassamento del tempo di accelerazione da 0 a 100 km/h a 4 secondi e un incremento della velocità massima a 315 km/h.

### Gallardo LP 550-2 GZ8
Nel 2012, la Lamborghini ha presentato una versione speciale della Gallardo destinata alla vendita sul mercato cinese in soli 8 esemplari. Tale modello, denominato GZ8 (GZ indica la città cinese di Guangzhou mentre l'otto il numero di esemplari realizzati) unisce la meccanica della LP550-2 ad alcune caratteristiche aerodinamiche della Super Trofeo Stradale.

### Gallardo LP 570-4 Squadra Corse

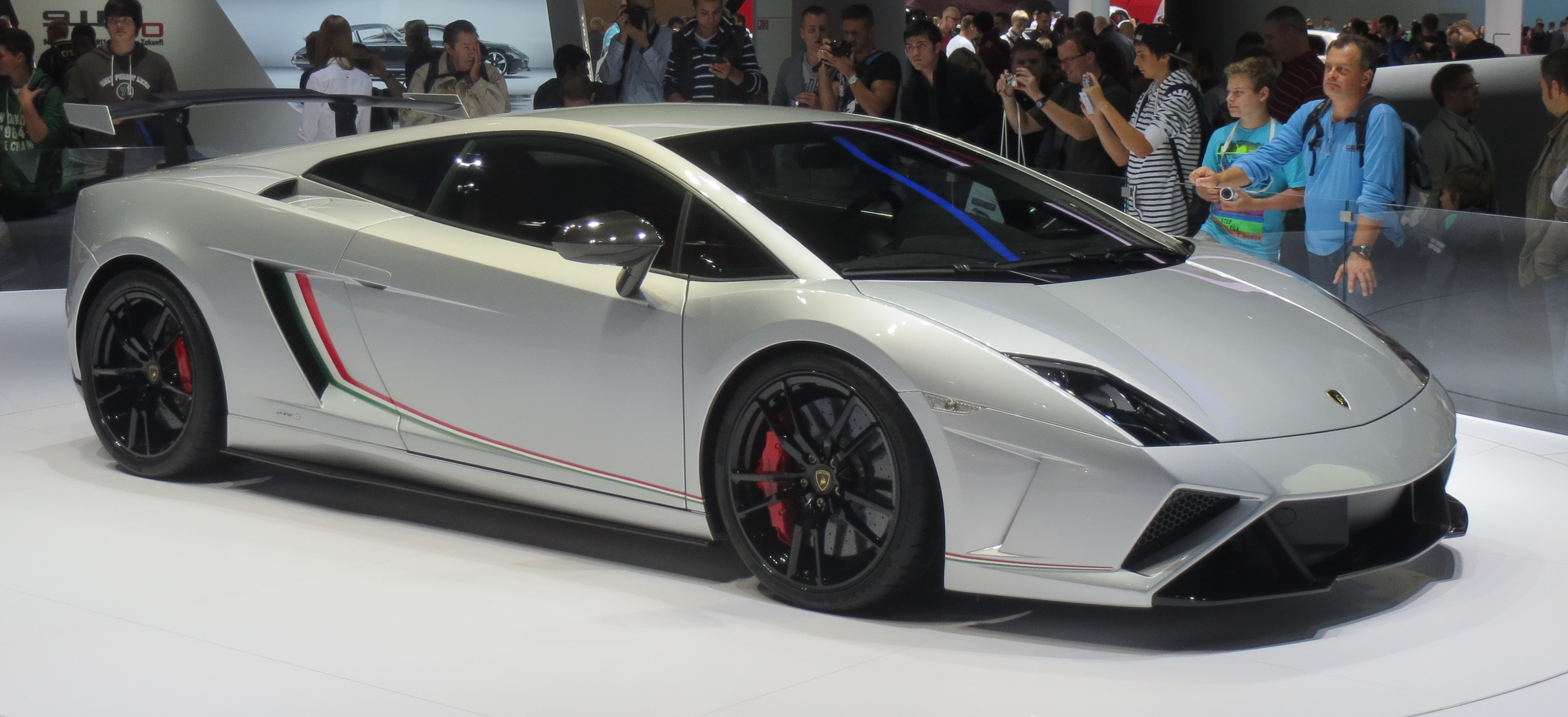
Lamborghini Gallardo LP570-4 Squadra Corse del 2013

Durante il Salone di Francoforte del 2013, la casa automobilistica di Sant'Agata Bolognese ha presentato l'ultima versione della sua auto più venduta di sempre: la Gallardo. Basata sulla Gallardo Super Trofeo, la Gallardo Squadra Corse ha un motore da 570 cavalli e si caratterizza per il grande alettone posteriore e il cofano motore a sgancio rapido che, insieme a molti altri elementi in fibra di carbonio e alluminio, le permettono di raggiungere un rapporto peso/potenza di 2,35 kg per cavallo. Il nome Squadra Corse si riferisce al dipartimento creato recentemente per gestire le attività legate al motorsport, la vettura condivide con le auto da corsa a cui si ispira lo stesso motore V10, ed è disponibile in quattro colori: Giallo Midas, Bianco Monocerus, Grigio Thalasso e Rosso Mars. Tutte le vetture sono inoltre caratterizzate da uno sticker tricolore che corre lungo la fiancata esterna.

### 5-95 Zagato
Per il concorso d'eleganza di Villa D'Este del 2014, la Lamborghini, in collaborazione con la carrozzeria milanese Zagato, ha realizzato una fuoriserie basata sulla meccanica della Gallardo LP570-4. Realizzata su commissione di Albert Spiess, era dotata di un propulsore V10 5,2 litri da 570 CV di potenza derivato dalla Gallardo Superleggera. Posteriormente, erano inoltre stati aggiunti un nuovo alettone sportivo mobile e un nuovo impianto di scarico sportivo.

## Motorizzazioni
| Modello              | Disponibilità       | Motore  | Cilindrata (cm³) | Potenza         | Coppia Max (Nm) | Emissioni CO2 (g/Km) | 0–100 km/h (secondi) | Velocità max (Km/h) | Consumo medio (Km/l) |
| 5.0 V10              | dal debutto al 2005 | Benzina | 4961             | 368 Kw (500 Cv) | 510             | 450                  | 4.2                  | 309                 | 4.8                  |
| 5.0 V10 SE           | dal 2005 al 2008    | Benzina | 4961             | 382 Kw (519 Cv) | 510             | 400                  | 4.0                  | 315                 | 5.5                  |
| 5.0 V10 Superleggera | dal 2007 al 2008    | Benzina | 4961             | 390 Kw (530 Cv) | 510             | 410                  | 3.8                  | 315                 | 5.5                  |
| 5.2 V10 LP550-2      | dal 2010            | Benzina | 5204             | 405 Kw (550 Cv) | 540             | 341                  | 3.9                  | 320                 | 6.4                  |
| 5.2 V10 LP560-4      | dal 2008            | Benzina | 5204             | 412 Kw (560 Cv) | 540             | 327                  | 3.7                  | 325                 | 6.6                  |
| 5.2 V10 LP570-4      | dal 2010            | Benzina | 5204             | 419 Kw (570 Cv) | 540             | 344                  | 3.4                  | 325                 | 6.4                  |

## La Gallardo nelle forze dell'ordine

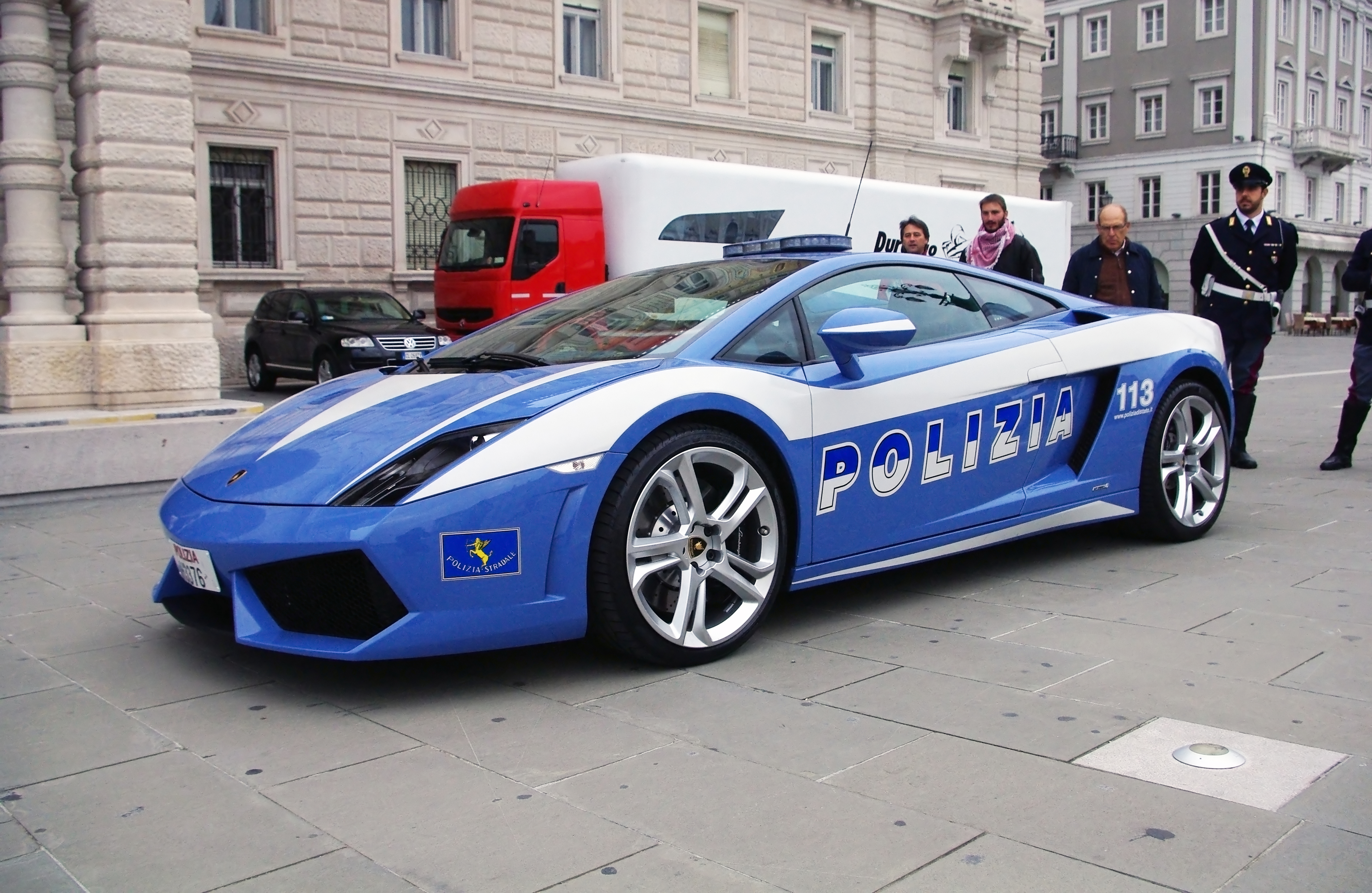
La Lamborghini Gallardo in dotazione alla Polizia stradale

Due esemplari sono stati donati dalla Lamborghini alla Polizia di Stato nel 2004, equipaggiati con defibrillatore semiautomatico e contenitore refrigerato per il trasporto di organi. Nel 2008 sono state donate alla Polizia di Stato due vetture di nuova generazione, presentate lo stesso anno al salone dell'automobile di Ginevra. Il 29 novembre 2009 uno degli esemplari è andato distrutto in un incidente stradale a Cremona. Attualmente le Lamborghini Gallardo in dotazione alla Polizia stradale sono tre. Nel 2013 è stata consegnato un nuovo esemplare in versione LP560-4 in virtù di un programma di aggiornamento del parco veicoli della Polizia stradale.